# Ranunculus taisanensis
Ranunculus taisanensis är en ranunkelväxtart som beskrevs av Bunzo Hayata. Ranunculus taisanensis ingår i släktet ranunkler, och familjen ranunkelväxter. Inga underarter finns listade i Catalogue of Life.